# Orsières
Orsières är en ort och kommun i distriktet Entremont i kantonen Valais, Schweiz. Kommunen har 3 292 invånare (2023).
I kommunen finns också semesterorten Champex-Lac. 